# Chaetonotus bogdanovii
Chaetonotus bogdanovii är en djurart som tillhör fylumet bukhårsdjur, och som först beskrevs av Schimkewitsch 1886.  Chaetonotus bogdanovii ingår i släktet Chaetonotus och familjen Chaetonotidae. Inga underarter finns listade i Catalogue of Life.